# I Guerrieri Aiacciu
L'Association Sportive I Guerrieri Aiacciu è una società di football americano con sede ad Ajaccio, in Corsica.

## Storia
Fondata nel 2010, sei anni più tardi vince il campionato IAAFL. I Guerrieri sono affiliati alla IAAFL e partecipano alla Spring League.

## Dettaglio stagioni

### Tornei nazionali

#### Campionato

##### Spring League
| Stagione | regular season | regular season | regular season | regular season | regular season | regular season | playoff | playoff | playoff | playoff | playoff | playoff   | playoff       |
|          | Vin            | Par            | Per            | Tot            | PF             | PS             | Vin     | Per     | Tot     | PF      | PS      | risultato | avversaria    |
| -------- | -------------- | -------------- | -------------- | -------------- | -------------- | -------------- | ------- | ------- | ------- | ------- | ------- | --------- | ------------- |
| 2016     | 3              | 0              | 1              | 4              | 138            | 31             | 2       | 0       | 2       | 56      | 48      | Campioni  | Bobcats Parma |
| Totale   | 3              | 0              | 1              | 4              | 138            | 31             | 2       | 0       | 2       | 56      | 48      |           |               |

Fonte: Enciclopedia del Football - A cura di Roberto Mezzetti

#### Altri tornei

##### Weekend Italo-Corso
| Stagione | regular season | regular season | regular season | regular season | regular season | regular season | playoff | playoff | playoff | playoff | playoff | playoff   | playoff        |
|          | Vin            | Par            | Per            | Tot            | PF             | PS             | Vin     | Per     | Tot     | PF      | PS      | risultato | avversaria     |
| -------- | -------------- | -------------- | -------------- | -------------- | -------------- | -------------- | ------- | ------- | ------- | ------- | ------- | --------- | -------------- |
| 2016     | -              | -              | -              | -              | -              | -              | 1       | 0       | 1       | 38      | 0       | Campioni  | Broncos Faenza |
| Totale   | -              | -              | -              | -              | -              | -              | 1       | 0       | 1       | 38      | 0       |           |                |

Fonte: Enciclopedia del Football

### Riepilogo fasi finali disputate
| Anno | Luogo | Evento          | Fase del torneo | Incontro                            | Risultato |
| 2016 |       | Superbowl IAAFL | Finale          | I Guerrieri Aiacciu - Bobcats Parma | 34 - 28   |

## Palmarès
- 1 Superbowl IAAFL (2016)